# Richard Petty
Richard Lee Petty, conhecido como The King ("O Rei") (Condado de Randolph, 2 de julho de 1937) é um piloto automobilístico estadunidense aposentado. Foi o primeiro piloto a ser 7 vezes campeão da NASCAR, também detém o recorde de 200 vitórias na categoria. É considerado por muitos americanos o maior piloto americano de todos os tempos.
Apelidado de "Rei Richard", é um dos mais bem sucedidos pilotos da NASCAR Cup Series, com sete títulos em 1964, 1967, 1971, 1972, 1974, 1975 e 1979. Possui os recordes de mais vitórias com 200 (incluindo sete na Daytona 500) e poles com 127, também detém o recorde de vitórias em uma única temporada com 27 no ano de 1967 e o recorde de 10 vitórias consecutivas no mesmo ano. Disputou a imensa maioria de suas corridas pela equipe Petty Enterprises da família, usando o número 43 e um corpo pintado geralmente de azul claro com vermelho. Seu pai, Lee Petty, seu filho Kyle Petty e seu neto Adam Petty (falecido em 2000), também foram pilotos da NASCAR.
Petty começou sua carreira em 1958, com 21 anos. Em 1959, ele era o Rookie of the Year na NASCAR. Sua primeira vitória foi em Southern States Fairgrounds], em 1960. Seu segundo título em 1967 sucedeu com um recorde de 27 vitórias em 48 disputadas, dez deles consecutivos. Nesse ano foi a única vez que conseguiu vencer as 500 milhas de sul de Darlington. Em 1975, alcançado o mesmo registro mas da era moderna, com 13 vitórias em 30 corridas. A última temporada de Petty na categoria foi em 1992, que disputou a temporada inteira. Além disso, ele jogou a International Race of Champions desde a sua temporada inaugural em 1974 até 1978 e, em seguida, 1989. Petty terminou em quinto em 1978 e sexto em 1977. Aposentou-se como piloto em 1992, aos 55 anos.
Além da NASCAR, Petty forneceu apoio a John Andretti (Dreyer & Reinbold Racing) e Davey Hamilton (Kingdom Racing) nas 500 Milhas de Indianápolis de 2009. Foi a única experiência do heptacampeão da NASCAR na IndyCar Series em sua carreira, uma vez que ele nunca participou de uma edição das 500 Milhas como piloto.

## Resultados na NASCAR

### 500 Milhas de Daytona

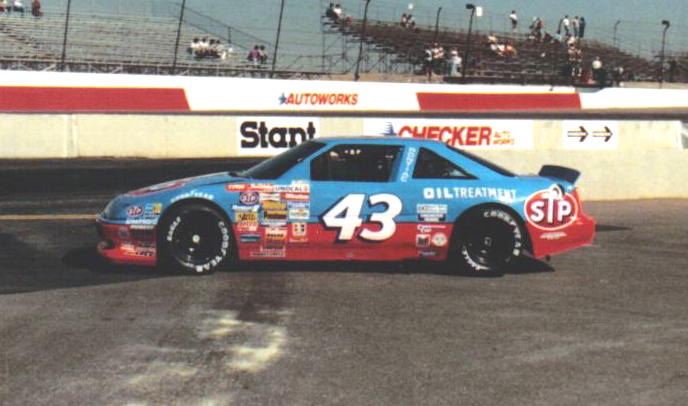
Carro de Richard Petty na NASCAR em 1989.

| Ano  | Equipe            | Marca/Montadora | Classificação      | Resultado          |
| ---- | ----------------- | --------------- | ------------------ | ------------------ |
| 1959 | Petty Enterprises | Oldsmobile      | 6                  | 57                 |
| 1960 | Petty Enterprises | Plymouth        | 19                 | 3                  |
| 1961 | Petty Enterprises | Plymouth        | Não se classificou | Não se classificou |
| 1962 | Petty Enterprises | Plymouth        | 10                 | 2                  |
| 1963 | Petty Enterprises | Plymouth        | 23                 | 6                  |
| 1964 | Petty Enterprises | Plymouth        | 2                  | 1                  |
| 1966 | Petty Enterprises | Plymouth        | 1                  | 1                  |
| 1967 | Petty Enterprises | Plymouth        | 2                  | 8                  |
| 1968 | Petty Enterprises | Plymouth        | 2                  | 8                  |
| 1969 | Petty Enterprises | Ford            | 12                 | 8                  |
| 1970 | Petty Enterprises | Plymouth        | 11                 | 39                 |
| 1971 | Petty Enterprises | Plymouth        | 5                  | 1                  |
| 1972 | Petty Enterprises | Plymouth        | 32                 | 26                 |
| 1973 | Petty Enterprises | Dodge           | 7                  | 1                  |
| 1974 | Petty Enterprises | Dodge           | 2                  | 1                  |
| 1975 | Petty Enterprises | Dodge           | 4                  | 7                  |
| 1976 | Petty Enterprises | Dodge           | 6                  | 2                  |
| 1977 | Petty Enterprises | Dodge           | 3                  | 26                 |
| 1978 | Petty Enterprises | Dodge           | 6                  | 33                 |
| 1979 | Petty Enterprises | Oldsmobile      | 13                 | 1                  |
| 1980 | Petty Enterprises | Oldsmobile      | 4                  | 25                 |
| 1981 | Petty Enterprises | Buick           | 8                  | 1                  |
| 1982 | Petty Enterprises | Pontiac         | 21                 | 27                 |
| 1983 | Petty Enterprises | Pontiac         | 6                  | 38                 |
| 1984 | Curb Racing       | Pontiac         | 34                 | 31                 |
| 1985 | Curb Racing       | Pontiac         | 8                  | 34                 |
| 1986 | Petty Enterprises | Pontiac         | 10                 | 36                 |
| 1987 | Petty Enterprises | Pontiac         | 11                 | 3                  |
| 1988 | Petty Enterprises | Pontiac         | 34                 | 34                 |
| 1989 | Petty Enterprises | Pontiac         | 34                 | 17                 |
| 1990 | Petty Enterprises | Pontiac         | 11                 | 34                 |
| 1991 | Petty Enterprises | Pontiac         | 3                  | 19                 |
| 1992 | Petty Enterprises | Pontiac         | 32                 | 16                 |